# Gourvillette
Gourvillette is een gemeente in het Franse departement Charente-Maritime (regio Nouvelle-Aquitaine) en telt 107 inwoners (2009). De plaats maakt deel uit van het arrondissement Saint-Jean-d'Angély.

## Geografie
De oppervlakte van Gourvillette bedraagt 8,3 km², de bevolkingsdichtheid is dus 12,9 inwoners per km².
De onderstaande kaart toont de ligging van Gourvillette met de belangrijkste infrastructuur en aangrenzende gemeenten.

## Demografie
Onderstaande figuur toont het verloop van het inwonertal (bron: INSEE-tellingen).